# Simon Hočevar
Simeon Hočevar, slovenski kanuist na divjih vodah, * 27. februar 1974, Ljubljana.
Hočevar je za Slovenijo nastopil na poletnih olimpijskih igrah 1996 v Atlanti, 2000 v Sydneyju in 2004 v Atenah. Vselej je nastopil v disciplini posamični slalom, osvojil pa 28., 7. oziroma 6. mesto. 
Na svetovnih prvenstvih je osvojil tri medalje v disciplini C-1 ekipno, zlato leta 1993 ter bronasti v letih 1997 in 2002.
Tudi njegova hči Eva Alina in sin Žiga Lin tekmujeta v disciplini kajak-kanu.